# 니키 잼
니키 잼(Nicky Jam, 1981년 3월 17일 ~ )은 미국의 가수, 작곡가이다. 대표곡은 "El Perdón"이다.

## 출연 작품
- 톰과 제리 - 버치 역